# Heavy Water Experiments (album)
Heavy Water Experiments is het debuutalbum van de gelijknamige band, een Amerikaanse muziekgroep die gegroepeerd is rond multi-instrumentalist David Melbye. Het album bevat progressieve rock, die lijkt op de rock van The Pineapple Thief. Opvallend aan het geluid van de band zijn de geluiden van een zoemende basgitaar die meer op de voorgrond komen, dan normaliter het geval. Het album verscheen op 8 juli 2008. Het album is opgenomen in Los Angeles en werd volgespeeld door Melbye en Salguero

## Musici
- David Melbye – zang, gitaar, basgitaar, keyboards
- Roberto Salguero – slagwerk
- Erinn Williamson – zang op Conflagration song.

## Composities
Allen van Melbye:
1. Goldenthroat
2. Mirror in the sky
3. Anodyne
4. Clairvoyance
5. Neverlove
6. Oracles
7. Octavian
8. Otherland
9. Dementia
10. Conflagration song
11. Solitude
12. Book colored blue